# Agnus Dei
Agnus Dei (hrv. Jaganjac Božji) je ulje na platnu španjolskog baroknog slikara Francisca de Zurbarána. Riječ je o slici koja kroz Janje odnosno Jaganjca Božjeg simbolizira Isusovo otkupljenje ljudi od grijeha, kada se žrtvovao svojom mukom i smrću na križu. Žrtvovao se kao nevini jaganjac, milosrdan prema onima koji su ga nepravedno mučili.
Djelo se nalazi u madridskom muzeju Prado.